# Daniel Göhlert
Daniel Göhlert (* 25. September 1980 in Karl-Marx-Stadt) ist ein ehemaliger deutscher Fußballspieler.

## Karriere
Göhlert begann im Alter von sieben Jahren beim FC Karl-Marx-Stadt (Vorgängerverein des heutigen Chemnitzer FC) mit dem Fußballspielen. Dort gelang ihm im Jahr 2000 der Sprung in den Kader der ersten Männermannschaft. In seiner Debütsaison kam er auf elf Einsätze in der 2. Fußball-Bundesliga, jedoch gelang ihm mit den Chemnitzern nicht der Klassenerhalt und er stieg am Saisonende in die Fußball-Regionalliga ab.
In den folgenden fünf Jahren hielt sich der CFC in der Regionalliga und Göhlert avancierte zum festen Stammspieler in der Mannschaft. Mit dem Abstieg des Vereins 2006 in die NOFV-Oberliga Süd verließ er die Sachsen und schloss sich dem Regionalliga-Aufsteiger 1. FC Union Berlin an.
Auch bei seinem aktuellen Arbeitgeber konnte sich Göhlert nach Startschwierigkeiten einen Stammplatz erkämpfen. Nachdem er sich mit Union 2008 für die neue 3. Fußball-Liga qualifizierte, folgte 2009 die Rückkehr in die zweite Bundesliga. In der Saison 2011/12 verpasste Göhlert nahezu die komplette Hinserie nach einer Verletzung am Steißbein. Deshalb und aufgrund der starken Konkurrenz auf der Abwehrposition kam er in dieser Saison nur auf 13 Einsätze. Daher wurde ihm zu Beginn der Folgesaison auch die Freigabe für einen Wechsel erteilt. Göhlert blieb stattdessen bei Union und beendete sein Vertragsverhältnis zum Saisonende nach weiteren zwölf Einsätzen für die Berliner. Insgesamt bestritt er 175 Pflichtspiele für Union, in denen er vier Tore erzielte.
Anschließend ließ Göhlert seine Laufbahn im Amateurbereich bei TSV Einheit Claußnitz ausklingen.

## Erfolge
- Qualifikation für die 3. Liga 2008 mit Union Berlin
- Aufstieg in die 2. Bundesliga 2009 mit Union Berlin